# Sherwoods ijshaai
Sherwoods ijshaai (Scymnodalatias sherwoodi) is een vis uit de familie Somniosidae (volgens oudere inzichten de familie Dalatiidae) en behoort in elk geval tot de orde van doornhaaiachtigen (Squaliformes). 

## Nadere bijzonderheden
Sherwoods ijshaai is een soort waarover heel weinig bekend is. Deze ijshaai is alleen aangetroffen (als bijvangst) in sleepnetten op een diepte van 400 tot 500 m voor de oostkust van het Zuidereiland van Nieuw-Zeeland. Een onderzocht exemplaar was een volwassen mannetje met een lengte van 80 cm. Sherwoods ijshaai komt mogelijk ook voor in zee bij Australië.

## Voetnoten
1. ↑  (en) Sherwoods ijshaai op de IUCN Red List of Threatened Species.
2. ↑  Duffy, C. 2003. Scymnodalatias sherwoodi. In: IUCN 2009. IUCN Red List of Threatened Species. Version 2009.2. <www.iucnredlist.org>. Downloaded on 02 March 2010.